# Едвард Хопер
Едвард Хопер (енгл. Edward Hopper; Најак, Њујорк, 1882 — Њујорк, 1967) је био амерички сликар и графичар.
Након студија у Њујорку наставио је да се усавршава у Европи. Иако се у Паризу сусретао са радовима импресиониста по повратку у САД посвећује се реализму и постао је главни представник правца American Scene. Интересовао се тематски пре свега за негативне стране живота у америчким велеградовима (усамљени људи у превозу и ресторанима као и меланхолија градских предграђа). Стварао је и типичне америчке представе пејзажа. За његово дело карактеристични су сценски прикази на којима се чини да је изумро сваки живот. Људске фигуре делују као да су укочене. Такође приметно је и јасно светло и изражено оштре сенке. Својим реалистичним начином сликања постао је један од претеча фото-реализма.